# Raïon de Kouchtchiovskaïa
Le raïon de Kouchtchiovskaïa (russe : Кущёвский райо́н) est l’une des 54 subdivisions administratives du kraï de Krasnodar, en Russie. Son chef-lieu est la stanitsa Kouchtchiovskaïa.